# Graham Arnold
Graham James Arnold, född 3 augusti 1963 i Sydney, är en australisk före detta fotbollsspelare (anfallare) och numera förbundskapten för Iraks herrlandslag .